# François Jackow
 (janvier 2025).
L'article doit être relu — et modifié si nécessaire — par des contributeurs indépendants pour apporter un regard critique aux contributions effectuées en violation des conditions d'utilisation de Wikipédia, tant sur la forme (notamment concernant le style encyclopédique, la proportionnalité) que sur le fond (la neutralité de point de vue, la qualité et l'indépendance des sources).
François Jackow, né le 12 juin 1969 à Paris, est depuis le 1er juin 2022 directeur général d'Air liquide, groupe industriel français spécialisé dans les gaz industriels et employant plus de 66 000 personnes depuis le rachat d'Airgas en 2016.

## Biographie
François Jackow étudie au  Lycée Louis-le-Grand avant d'intégrer les classes préparatoires aux grandes écoles au Lycée Henri-IV. En 1992, il sort diplômé en chimie et biologie de l'École normale supérieure.
Il profite d'un échange universitaire pour obtenir en parallèle un Master of Arts en chimie à l'Université Harvard. En 1993, il obtient un MBA au Collège des ingénieurs.
Il commence sa carrière en 1990 auprès de l'Oréal comme chercheur associé. De 1991 à 1992 il travaille pour le pétrolier Shell comme consultant en risque industriel.
Il intègre l'entreprise Air Liquide en 1993.
Il gravira les différents échelons de l'entreprise pour être nommé directeur général au 1er juin 2022, succédant à Benoît Potier.